# 阿里斯門迪市

阿里斯門迪市（西班牙語：Municipio Arismendi），是委內瑞拉的一個市，位於該國西部巴里納斯州，始建於十七世紀，面積7,209平方公里，2007年人口20,305，人口密度為每平方公里2.8人。